# Fête de la Saint-Étienne

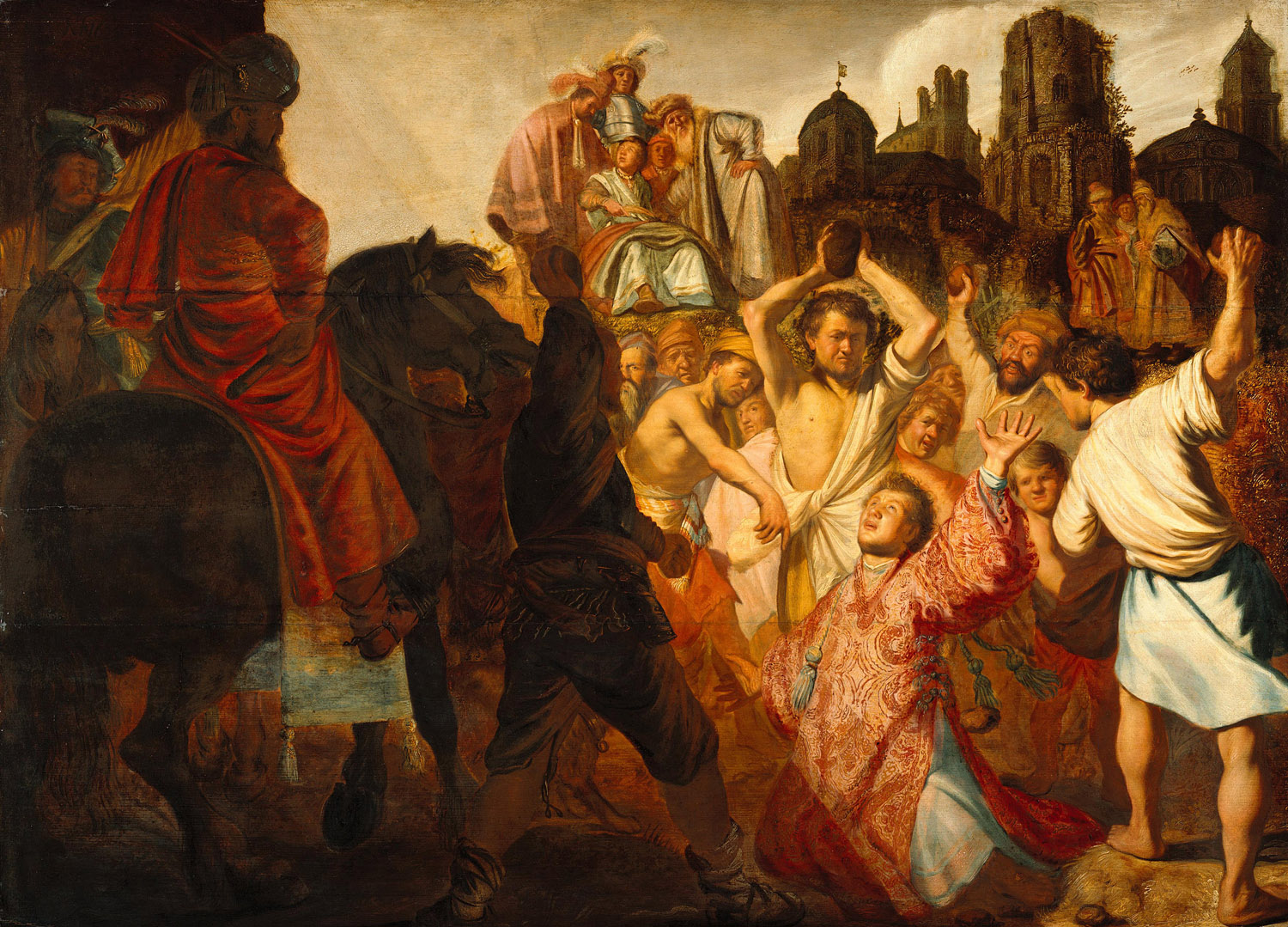
Lapidation de saint Étienne.

La Saint-Étienne est une fête chrétienne célébrée le 26 décembre par l'Église catholique et certaines Églises protestantes et aussi le 27 décembre par l'Église orthodoxe. Elle commémore saint Étienne, le premier martyr de la chrétienté selon le Nouveau Testament. Il fut accusé, en l'an 36, de blasphème contre le sanhédrin et fut condamné à la lapidation.

## Dans le monde
La Saint-Étienne est un jour férié dans la plupart des pays d'Europe y compris dans trois départements français (en Moselle (Schdéffesdaa),  Haut-Rhin et Bas-Rhin) en Autriche, en Allemagne, en Suisse (excepté 5 des 6 cantons francophones), au Luxembourg, en Italie, à Saint-Marin, au Vatican, en Serbie, en Croatie, en Catalogne, dans les îles Baléares, en Irlande, en Roumanie, au Danemark, en Finlande, en Russie, au Monténégro, en Pologne, en République Tchèque, en Hongrie. Ce fait vise moins l'importance particulière de Saint-Étienne que le fait de donner un caractère plus solennel à la naissance du Sauveur allongeant ainsi les fêtes de fin d'année.
Elle s'apparente au Boxing Day dans les pays anglophones.

### Italie

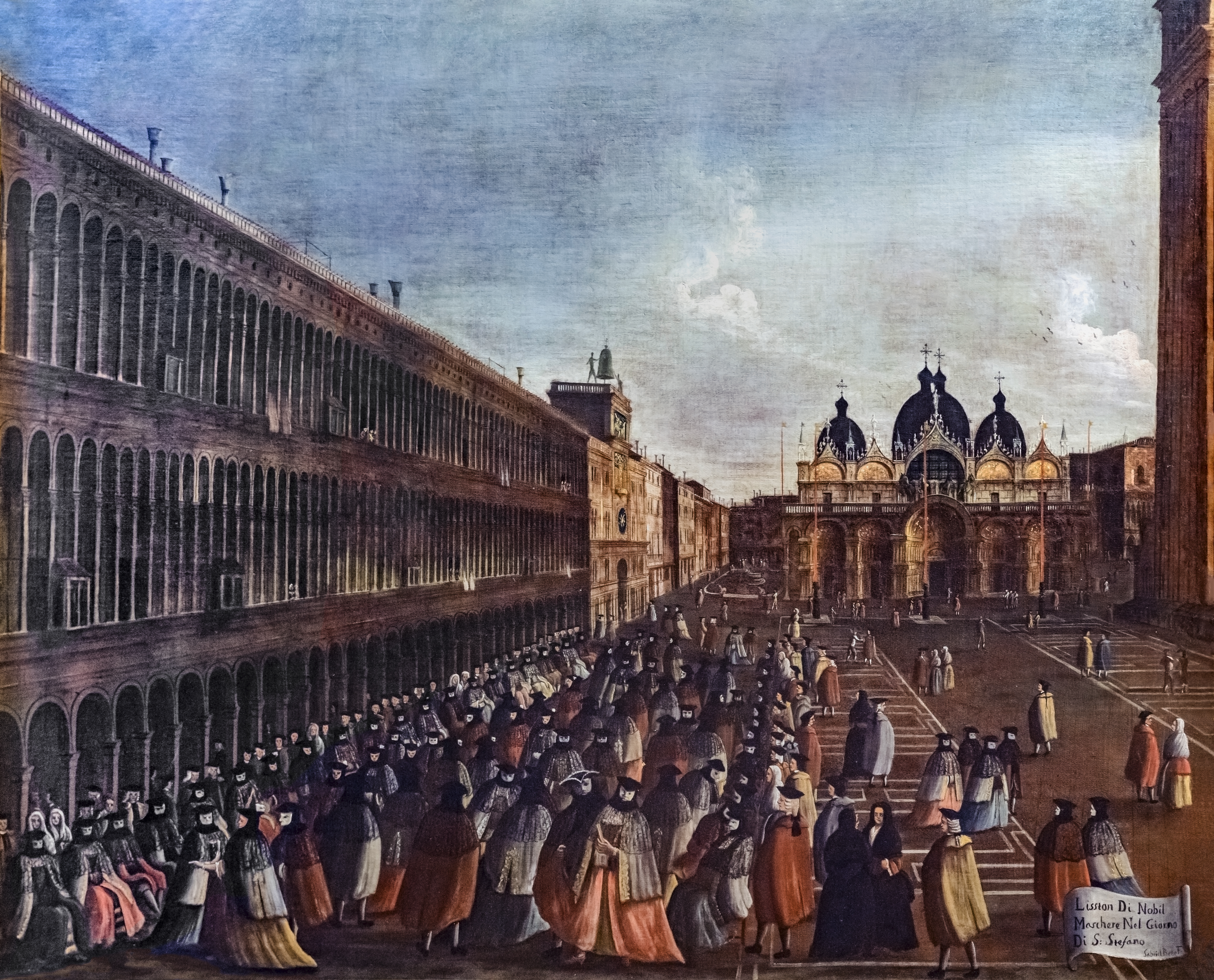
Promenade des masques le jour de la St Etienne à Venise

En Italie, la Saint-Étienne appelée Santo Stefano est fériée depuis 1947 et est célébrée par l'Église catholique. C'est une journée spéciale qui est généralement réservée aux visites familiales.

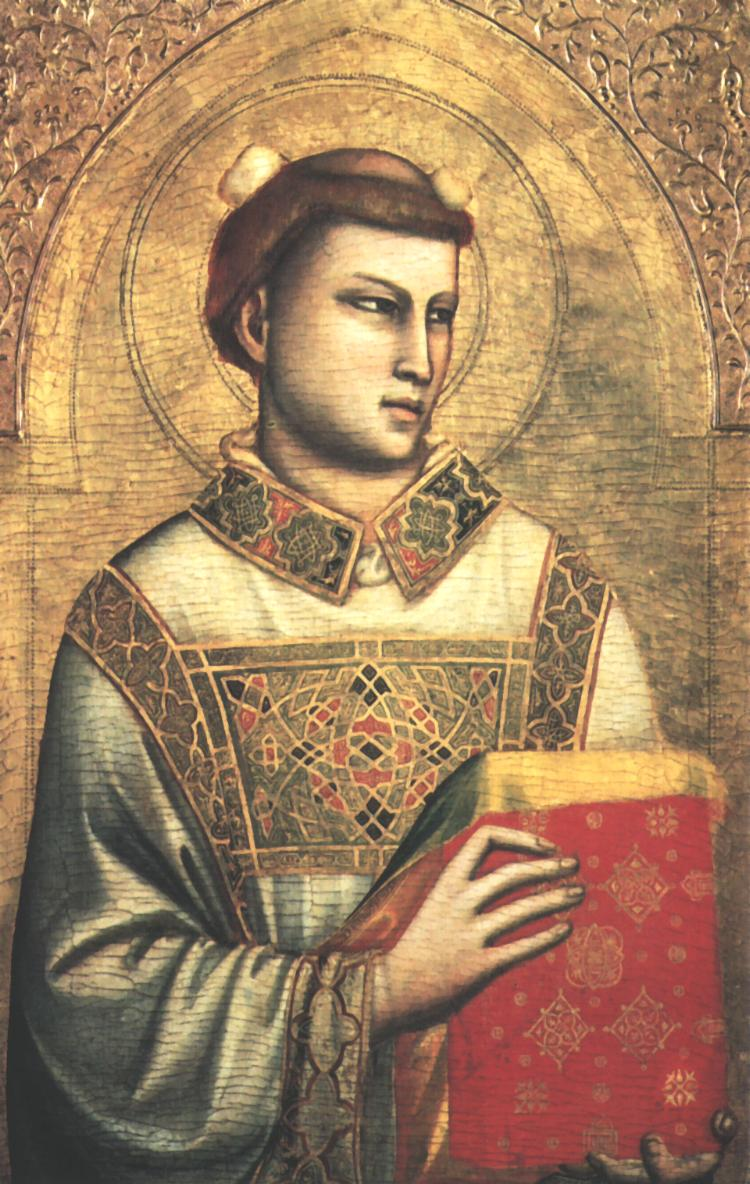
Saint Étienne

### Royaume-Uni
Au Royaume-Uni et dans d'autres pays du Commonwealth, on célèbre le Boxing Day (ou le lendemain de Noël) le 26 décembre.

### Irlande
En Irlande, ce jour est appelé Lá Fhéile Stiofán o Lá an Dreoilín en gaélique, c'est l'occasion pour les Irlandais de passer un jour de plus en famille. La tradition veut que ces derniers aillent écouter quelques cantiques de Noël chantés dans les rues. Certains se rendent à l'église afin d'assister à la cérémonie dédiée à Saint Stephen. On s'y remémore l'histoire du Saint, mort en martyr au nom de la chrétienté.

### Espagne
En Espagne, la Saint-Étienne (ou Sant Esteve) est fériée uniquement en Catalogne et dans les Îles Baléares.

### Serbie-et-Monténégro
Saint-Étienne est le saint patron de la Serbie-et-Monténégro. En ce jour du 9 janvier (selon le calendrier grégorien), on célèbre la « Fête de la République ».

### Appellation dans les autres pays
| Pays        | Équivalent                                                     |
| ----------- | -------------------------------------------------------------- |
| Italie      | Santo Stefano                                                  |
| Royaume-Uni | Stephen's Day                                                  |
| Irlande     | Lá Fhéile Stiofán o Lá an Dreoilín (gaélique)                  |
| Espagne     | Día de San Esteban - Diada de Sant Esteve (catalan)            |
| Allemagne   | Stefanstag, Stefanitag, Stephanitag, Stephanstag, Stephanustag |
| Luxembourg  | Stiefesdag                                                     |
| Finlande    | Tapaninpäivä                                                   |

## Articles liés
- Étienne (martyr)
- 26 décembre
- Noël

## Sources et références
- Article sur Santo Stefano extrait du site amando.it
- Article extrait du site italie1.com
- Article extrait du site Jean Wilmotte